# Morolica
Morolica es un municipio del departamento de Choluteca en la República de Honduras.

## Toponimia
El nombre de Morolica proviene del matagalpa que significa: En el agua de los gorriones.

## Límites
| Orientación | Límite                                      |
| ----------- | ------------------------------------------- |
| Norte       | Municipio de Vado Ancho, El Paraíso         |
| Sur         | Municipio de San Marcos de Colón, Choluteca |
| Este        | Municipio de Duyure, Choluteca              |
| Oeste       | Municipio de Apacilagua, Choluteca          |

## Historia
El municipio de Morolica 
Fundado en 1823, aunque el acta fundacional revela que la primera Corporación Municipal se instaló en 1822. Su término municipal fue destruido por las inundaciones asociadas con el huracán Mitch a finales de octubre de 1998. Su cabecera municipal, también conocida como Nueva Morolica, está ubicada en un valle a unos cinco kilómetros del sitio original.

## Demografía
Morolica tiene una población actual de 5,026 habitantes. De la población total, el 54.9% son hombres y el 45.1% son mujeres. Casi el 100% de la población vive en la zona rural. Debido a las condiciones económicas y la falta de empleo, la población ha optado por emigrar a la capital del país, en busca de mejores condiciones de vida. Es por ello que el crecimiento de la población se ve menguado por este fenómeno.

## División política
Aldeas: 6 (2013)
Caseríos: 171 (2013)
| Código | Aldea           |
| ------ | --------------- |
| 060801 | Morolica        |
| 060802 | Agualcaguaire   |
| 060803 | Cerco de Piedra |
| 060804 | El Potrero      |
| 060805 | La Enea         |
| 060806 | San Marquitos   |

## Economía
Su principal actividad económica es la tradicional agricultura de subsistencia, ya que debido a la configuración del relieve y a la desigualdad en la distribución de las tierras no existen condiciones apropiadas para el cultivo permanente.
Cabe señalar que además de la agricultura existe la actividad ganadera en baja escala en cierto sector de la población.

## Salud
Existe un centro de salud que ofrece salud preventiva a la población de las diferentes comunidades.

## Educación
En cuanto a la educación en la cabecera municipal cuenta con una escuela de educación primaria y un instituto técnico de educación secundaria, ofreciendo carreras de educación comercial.